# Yves Derai
Yves Derai, né à Bayonne le 20 février 1962, est un journaliste et éditeur français originaire d'Algérie.

## Biographie
Né dans une famille juive, Derai a suivi les cours  donnés à l'École supérieure de journalisme. Il est par ailleurs diplômé du CEDS (Centre d'études diplomatiques et stratégiques).
Après un début de carrière à Actualité juive en 1985, hebdomadaire dont il devient par la suite le rédacteur en chef, il rejoint en 1992 l'hebdomadaire Tribune juive, qu'il quitte en 1997, quelques mois après avoir été victime d'un attentat au colis piégé dont on ne retrouvera jamais l'auteur.  Il devient alors directeur de la rédaction de BFM Radio jusqu'en 2001. Il anime sur cette antenne un débat politique hebdomadaire entre la journaliste du Point Sylvie Pierre-Brossolette et l'écrivain Philippe Sollers. Entre 2002 et 2005, il multiplie les collaborations : journaliste à TF1 au sein de l'équipe de À tort ou à raison, un talk show animé par Bernard Tapie, grand reporter au Nouvel Économiste et responsable de la rubrique politique du magazine L'Optimum.
Il a également animé durant quelques années Le Grand entretien, l’émission politique de RCJ.
Auteur de plusieurs livres – Le Pouvoir des guignols (Éditions N.1), L'Homme qui s'aimait trop (L'Archipel) (une biographie critique de Dominique de Villepin), Le Gay pouvoir (Ramsay) –, il se lance dans l'édition en 2003 en qualité de directeur de collection aux éditions de l'Archipel. Il y publie notamment Michèle Cotta, Jean-Marc Morandini et Arno Klarsfeld. En 2006, il fonde les éditions du Moment avec l'homme d'affaires Fabien Ouaki, où il publie ses propres livres, co-écrits avec le journaliste de télévision Michaël Darmon.

## Ouvrages
- Mitterrand, Israël et les Juifs, avec Yves Azeroual, Paris, Robert Laffont, 1990, 281 p.
- Le pouvoir des Guignols, Éditions N°1, 1998, 217 p. [concerne l'émission télévisée « Les Guignols de l'info »]
- « Appelez-moi Jacques » : enquête sur un président sympa, avec Laurent Guez, Paris, Calmann-Lévy, 2001, 225 p. [concerne Jacques Chirac]
- Le gay pouvoir : enquête sur la République bleu blanc rose, Paris, Ramsay, 2003, 201 p. [sur le rôle politique joué en France par les homosexuels]
- L'homme qui s'aimait trop, avec Aymeric Mantoux, Paris, Paris, L'Archipel, 2005, 185 p. [concerne Dominique de Villepin]
- Arno Klarsfeld, Israël transit : entretiens avec Yves Derai, Paris, L'Archipel, 2005, 237 p. (ISBN 2-84187-465-6)
- Michaël Darmon et Yves Derai, Ruptures, Paris, Éditions du Moment, 2008, 186 p. (ISBN 978-2-35417-024-0) [en appendice : Entretien exclusif avec Cécilia Sarkozy, 19 octobre 2007]
- Michaël Darmon et Yves Derai, Belle-amie, Paris, Éditions du Moment, 2009, 178 p. (ISBN 978-2-35417-042-4) [sur le parcours politique de Rachida Dati]
- Michaël Darmon et Yves Derai, Carla et les ambitieux, Paris, Éditions du Moment, 2010, 166 p. (ISBN 978-2-35417-072-1) [à propos de Carla Bruni]
- Yves Derai et Bernard Swysen, Rachida : aux noms des pères, Paris, Éditions 12 bis, 2013, 47 p. (ISBN 978-2-35648-467-3) [album illustré évoquant la carrière de Rachida Dati, de son enfance à sa nomination comme ministre sous la présidence de Nicolas Sarkozy]